# Dendrochilum pseudoscriptum
Dendrochilum pseudoscriptum är en orkidéart som beskrevs av T.J.Barkman och Jeffrey James Wood. Dendrochilum pseudoscriptum ingår i släktet Dendrochilum och familjen orkidéer. Inga underarter finns listade i Catalogue of Life.